# Łasice (staw)
Łasice lub Łosice – staw w Warszawie, w dzielnicy Wilanów.

## Położenie i charakterystyka
Staw leży po lewej stronie Wisły, w stołecznej dzielnicy Wilanów, na obszarze MSI Błonia Wilanowskie na terenie rezerwatu przyrody Las Natoliński, w sąsiedztwie pałacu Potockich. Ma połączenie z Jeziorem Powsinkowskim poprzez Rów Natoliński, który zasila zbiornik od południa i odprowadza wody od północy. Jest zbiornikiem uformowanym sztucznie, jednak w przeszłości był starorzeczem Wisły.
Zgodnie z ustaleniami w ramach „Programu Ochrony Środowiska dla m. st. Warszawy na lata 2009–2012 z uwzględnieniem perspektywy do 2016 r.” staw położony jest na terasie nadzalewowej, a jego powierzchnia wynosi 0,5878 hektara. Według numerycznego modelu terenu udostępnionego przez Geoportal lustro wody znajduje się na wysokości 87,9 m n.p.m. Długość stawu wynosi 500 m, a jego maksymalna szerokość to 30 m, głębokość to 1–2 m.

## Przyroda
Staw znajduje się na terenie rezerwatu przyrody Las Natoliński, a także Warszawskiego Obszaru Chronionego Krajobrazu, utworzonego rozporządzeniem Wojewody Warszawskiego z dnia 29 sierpnia 1997 r. w sprawie utworzenia obszaru chronionego krajobrazu na terenie województwa warszawskiego. Rezerwat Las Natoliński jest także objęty specjalnym obszarem ochrony siedlisk Natura 2000 o kodzie PLH140042, który został utworzony ze względu na jego puszczański charakter i dużą bioróżnorodność. Staw został określony jako główny element hydrograficzny tego obszaru.
Zgodnie z badaniem z 2004 roku na terenie zbiornika wodnego i w jego okolicach stwierdzono występowanie kaczki krzyżówki.